# ジョセフ・ウェジェメ
ジョセフ・ウェジェメ（Joseph Wéjièmé）はニューカレドニアの男子陸上競技選手。専門は短距離走。
1966年にヌメアで開催されたサウスパシフィックゲームズに出場し、400mで銅メダルを獲得した。その後1971年のタモン大会での100mの優勝を皮切りに3大会連続で金メダルを獲得した。